# 우시 (축구 선수)
우시(중국어 간체자: 吴曦, 정체자: 吳曦, 병음: Wú Xī, 1989년 2월 19일 ~ )는 중국의 축구 선수로 현재 중국 슈퍼리그의 상하이 선화에서 수비수 겸 미드필더로 활동 중이다.

## 클럽 경력
2008년 고향팀인 중국 갑급리그의 스자좡 톈궁에서 프로에 데뷔했지만 단 1경기도 출전 기회를 부여받지 못한 채 2010 시즌을 앞두고 중국 슈퍼리그의 상하이 선화로 이적하여 2012 시즌까지 88경기 6골을 기록하며 중국 슈퍼리그 2010 3위, 2011년 AFC 챔피언스리그 본선 진출에 기여했다.
그 후 2013년 같은 리그의 장쑤 FC로 이적하여 2020 시즌까지 262경기 39골을 기록하며 2013년 중국 FA 슈퍼컵 우승, 2014년 중국 FA컵 준우승, 2015년 중국 FA컵 우승, 2016년 중국 FA컵 준우승, 2016년과 2017년 중국 FA 슈퍼컵 준우승, 중국 슈퍼리그 2020 우승에 공헌했고 3번의 중국 슈퍼리그 올해의 팀(2015년, 2016년, 2019년)에도 선정되는 영예를 안았으며 2020 시즌을 마친 후 2021년 9년만에 상하이 선화로 전격 복귀했다.

## 국가대표팀 경력
중국 U-19 대표팀 소속으로 2008년 AFC U-19 아시안컵 본선에 참가했지만 우즈베키스탄과의 8강전 승부차기에서 결정적인 실축을 저지르면서 4강 진출 실패의 고배를 마셨다.
이후 2011년 7월 28일 비엔티안의 라오스 신국립경기장에서 열린 라오스와의 2014년 FIFA 월드컵 아시아 지역 2차 예선 2차전 원정 경기에서 중국 A대표팀 소속으로 국제 A매치 데뷔전을 치렀고 팀은 이 경기에서 6-1 대승과 함께 3차 예선 진출에 성공했으며 2013년 10월 15일 인도네시아와의 2015년 AFC 아시안컵 예선 C조 3차전에서 A매치 데뷔골을 신고했다.
그리고 2015년 AFC 아시안컵 본선 엔트리 합류 후 우즈베키스탄과의 B조 조별리그 2차전에서 후반 9분 동점골을 터뜨렸고 후반 13분 쑨커의 역전골까지 터지며 2연승으로 일찌감치 8강 진출을 확정했고 이 기세를 몰아 북한과의 최종전에서도 승리하며 3연승·조 1위로 8강에 올랐으나 개최국인 호주에 0-2로 완패하며 대회를 8강에서 마무리했으며 현재까지 A매치 통산 71경기 8골을 기록하고 있다.

## 수상

### 클럽
상하이 선화
- 중국 슈퍼리그 : 3위 (2010)
- 중국 FA컵 : 4강 (2011)

장쑤 FC
- 중국 슈퍼리그 : 우승 (2020)
- 중국 FA컵 : 우승 (2013), 준우승 (2016)
- 중국 FA 슈퍼컵 : 우승 (2013), 준우승 (2016, 2017)

### 개인
- 중국 슈퍼리그 올해의 팀 : 2015, 2016, 2019